# 库瑟尔县
库瑟尔县（德語：Landkreis Kusel）是德国莱茵兰-普法尔茨州西南部的一个县，首府库瑟尔。

## 地理
库瑟尔县北面与比肯费尔德县和巴特克罗伊茨纳赫县，东面与唐纳山县，南面与凯撒斯劳滕县，西面与萨尔兰州的萨尔普法尔茨县、诺因基兴县和圣文德尔县相邻。库瑟尔县的大部分人居住在人口少于1000人的村镇。